# 火箭人 (東方聯盟歌曲)
〈火箭人〉（英語："Rocketeer"）是美國亞裔電音/嘻哈饒舌樂團遠東韻律的第三張錄音室專輯《Free Wired》的一首歌曲，發行於2010年。專輯中收錄了由美國創作型歌手瑞恩·泰德演唱的一首歌曲。該歌曲是專輯的第二支單曲。於2010年10月9日由Cherrytree和新視鏡唱片在美國發行。該歌曲主題是鼓勵人們追逐夢想，實現所愛之人的理想。遠東韻律表示這首歌的靈感來自於他們自己，描述了洛杉磯夢想家的生活，以及他們在追逐夢想的過程中所經歷的各種未知和可能性。
這首流行說唱歌曲深獲音樂評論家的廣泛讚揚。有評論家將其譽為《Free Wired》專輯的巔峰之作，形容它的旋律極具魅力。一些評論家還注意到這首歌的鍵盤和弦聽起來與賈斯汀·比伯的《Somebody to Love》（2010年）相似，這引起了一些關於《火箭人》是否借鑒了該曲的猜測。然而，這兩首歌曲都是由Stereotypes製作，且《火箭人》在先發佈。
在美國，這首歌分別在Billboard Hot 100和主流Top 40排行榜上名列第七。它在節奏榜上排名第六，在熱門說唱歌曲排行榜上排名第九。在英國單曲榜上，它達到了第14位，在斯洛伐克則達到了第11位。此外，它在新西蘭最高排名第四，在日本百強單曲榜上排名第十，在澳大利亞則位列第十四位。
這首歌的音樂視頻由導演馬克·克拉斯菲爾德執導。視頻講述了一對年輕夫婦之間的愛情故事，因為女孩必須前往日本工作，他們被迫分離。在視頻中，男友為了去找她，開始收集製作臨時噴氣背包所需的材料。在視頻的結尾，他在夜色中消失，留下一道火花。為了向他們的家鄉致敬，還發布了一部名為《火箭人（洛杉磯夢想家短片）》的短片，以及重新錄製的版本《火箭人》。遠東韻律在多個節目中現場表演了這首歌，包括《吉米·坎摩爾直播秀》、《柯南秀》和公告牌音樂獎。

## 背景與發行
《火箭人》最初是由布魯諾·馬爾斯試唱的版本，但最終由瑞恩·泰德擔任主唱，收錄在遠東韻律於2010年10月發行的專輯《Free Wired》中。這首歌的早期版本在2011年4月13日洩露出來，引起了廣泛關注 。在主打單曲《Like a G6》取得成功後，樂隊感受到重新創作《火箭人》的壓力。然而，他們不僅僅想推出另一首舞曲，而是希望展現出作為音樂家的多樣性和創意。因此，《火箭人》成為了遠東運律勇敢跳脫一貫風格的重要里程碑。
在一次備受矚目的《Blues & Soul》采访中，遠東韻律的傑出成員基夫·尼什（Kev Nish）充滿激情地解釋说：“當我們走進錄音室時，我們就像一群熱衷音樂的藝術家，將嘻哈的鼓點、電子合成器的神奇和另類風格的旋律融合在一起，創造出絢爛的音樂畫卷。而《火箭人》就是我們音樂創作中的一顆明珠！而且，我們還邀請瑞恩·泰德了參與其中，為這首歌注入了堅實的另類搖滾元素。遠東韻律詳细介绍了這首歌的創作過程，他們勇於突破常規，改變了節奏，將原本快速的嘻哈曲風變得温柔動人，同时巧妙地融合了電子合成器的魅力和另類風格的吸引力。據他們透露，歌词傳達了「在追逐夢想的過程中，讓你深愛的人飛翔」的主題。此外，該樂隊還坦率表示，《火箭人》的靈感來自他們成長於洛杉磯市中心的夢想家們，他們懷揣夢想，勇敢地踏上未知之路，永遠無法預知夢想的歸宿。他們希望通過這首歌展現他們的家鄉之美，從他們起航的地方開始，延伸到由洛杉磯夢想家們共同構建的多元社區。